# Amarok (KDE)
|  | Per a altres significats, vegeu «Amarok (desambiguació)». |

Amarok (abans anomenat amaroK) és un reproductor d'àudio per als sistemes operatius GNU/Linux o BSD, desenvolupat principalment per l'entorn d'escriptori KDE. No forma part oficialment del projecte KDE, encara que pot trobar-se allotjat en la seva pàgina. És part del kde extragear, cosa que li permet tenir el seu propi cicle de publicació independent de la resta de KDE.
Amarok suporta de forma directa diversos serveis d'Internet i opcions especialitzades per als melòmans que tenen grans col·leccions de música. La seva interfície és senzilla i el seu equip treballa molt per millorar la facilitat de l'ús dels menús i les opcions.

## Etimologia
El nom d'Amarok ve de l'àlbum Amarok de Mike Oldfield. Com que la paraula "amarok" (o "amaroq") significa "llop" en Inuktitut, Amarok utilitza els llops en els seus logos i imatges.

## Característiques d'Amarok
Les seves principals característiques en la versió 1.4 són:
- Múltiples llistes de reproducció de tota classe.
- Fer índexs de les col·leccions de música en una base de dates MySQL, SQLite o PostgreSQL.
- Integració amb altres aplicacions de KDE com el gravador de CD/DVD K3b i el navegador web i administrador d'arxius Konqueror.
- Navegació en reproductores portàtils de música digital com iPod, iRiver iFP i dispositius USB amb VFAT per reproductors genèrics d'MP3.
- Possibilitat de descarregar lletres d'Internet de diferents llocs i ser desades.
- Edició d'etiquetes per diferents formats d'àudio (WMA, MP4/AAC, MP3, RealMedia, OGG) amb informació de les cançons amb suport per MusicBrainz i edició múltiple d'etiquetes.
- Compartir gustos musicals amb altres persones mitjançant la pàgina web Last.fm.
- Escoltar ràdios de Last.fm (a partir de la versió 1.4.1).
- Proveeix informació dels artistes a través de la Viquipèdia (en anglès i altres idiomes, Wikipedia), en l'idioma elegit (a partir de la versió 1.3).
- Administrador de portades integrat amb la descàrrega automàtica de la portada de l'àlbum des d'Amazon.com.
- Sistema doble de puntuació de música, un automàtic i un altre manual. L'automàtic té en compte el temps i el nombre de vegades que es reprodueix cada cançó.
- Equalitzador gràfic de 10 bandes.
- Assistent inicial per una senzilla configuració.
- Suport per podcast.
- Aparença configurable. L'estil de l'explorador pot ser determinat amb CSS.
- Una connexió de script potent, permetent a l'Amarok ser estès a través de qualsevol llenguatge que suporti DCOP.
- Moure i canviar de nom fitxers basats en etiquetes o situació en la col·lecció.
- Filtratge de la col·lecció (cançons més recents, millor valorades, més reproduïdes…).
- Suport per estadístiques.
- Suport "CUE Player" (reproducció d'arxius d'àudio agafant com a referència el Cue sheet)
- Suport per diversos motors d'àudio:
  - aRts (que ha quedat en desús, no recomanat)
  - GStreamer
  - Helix
  - Media Application Server (MAS)
  - Network-Integrated Multimedia Middleware (NMM)
  - Phonon
  - Llibreria Xine

## História
La versió 3.0 de nom en clau Castaway sortí a finals d'abril de 2024, després de sis anys de la darrera versió estable. Es basava en Qt 5, quan KDE Plasma ja es basava en Qt 6.

## Suport
Com a projecte de programari lliure, Amarok gaudeix d'un ample equip de suport en diversos idiomes, als quals es pot accedir anant als canals IRC corresponents de la xarxa IRC freenode: #amarok (anglès), #amarok-es (castellà), #amarok-de (alemany), etc.